# Сиди Боу Саид
Сиди Боу Саид (арап. سيدي بو سعيد, фр. Sidi Bou Saïd) је град у северном Тунису. Налази се на око 20 километара од престонице Туниса. Град је туристичка атракција. Одликује га очувена традиционална архитектура и здања обојена у плаво-бело. Због своје лепоте у њему су живели многи познати сликари па је познат и као град уметника, али и град заљубљених.

## Историја
Назив Сиди Бу Саид потиче од имена познатог свеца из муслиманског света - Абу Саид Ел Баји. Рођен половином XII века, научник и теолог путовао је средњеисточним пределима, а по повратку у домовину, повукао се у простор данашњег Сиди Бу Саида и живео монашким животом до смрти 1231. године. Сахрањен је на врху брда изнад светионика и његов маузолеј је временом постао чувено место ходочашћа многобројних верника.
Сиди Боу Саид има репутацију града уметника. Уметници који су живели или посетили Сиди Боу Саид су Алистер Кроули, Паул Кле, Гистав-Анри Јосо и Аугуст Маке. Француски филозоф  Мишел Фуко је тамо живео неколико година док је предавао на Универзитету у Тунису. Француски писац Андре Жид такође је имао кућу у граду.